# Pozo Hondo (Paraguai)
Pozo Hondo (Poço Fundo em português) é uma pequena cidade paraguaia no Departamento de Boquerón, está localizada às margens do rio Rio Pilcomayo, na fronteira mesma com Misión La Paz, Salta, Argentina. 
Pozo Hondo é conhecida com o nome do "A porta para o Pacífico" ou "A pérola do oeste", já que se encontra no ponto mais ocidental do Paraguai e portanto, mais próximo ao oceano Pacífico.
Administrativamente Pozo Hondo faz parte do município de Mariscal Estigarribia, localizado a 220 km.
Atualmente a cidade tem poucos habitantes, sendo sua população de mais ou menos 500 pessoas, mas com o asfaltado da rota 15 "Rota Bioceánica" espera-se que a zona se desenvolva rapidamente nos próximos anos, devido a sua privilegiada localização na tríplice fronteira entre Paraguai, Argentina e Bolívia.

## Infra-estrutura
A cidade tem alfândega habilitada e uma ponte internacional sobre o rio Pilcomayo, que a liga à Argentina.

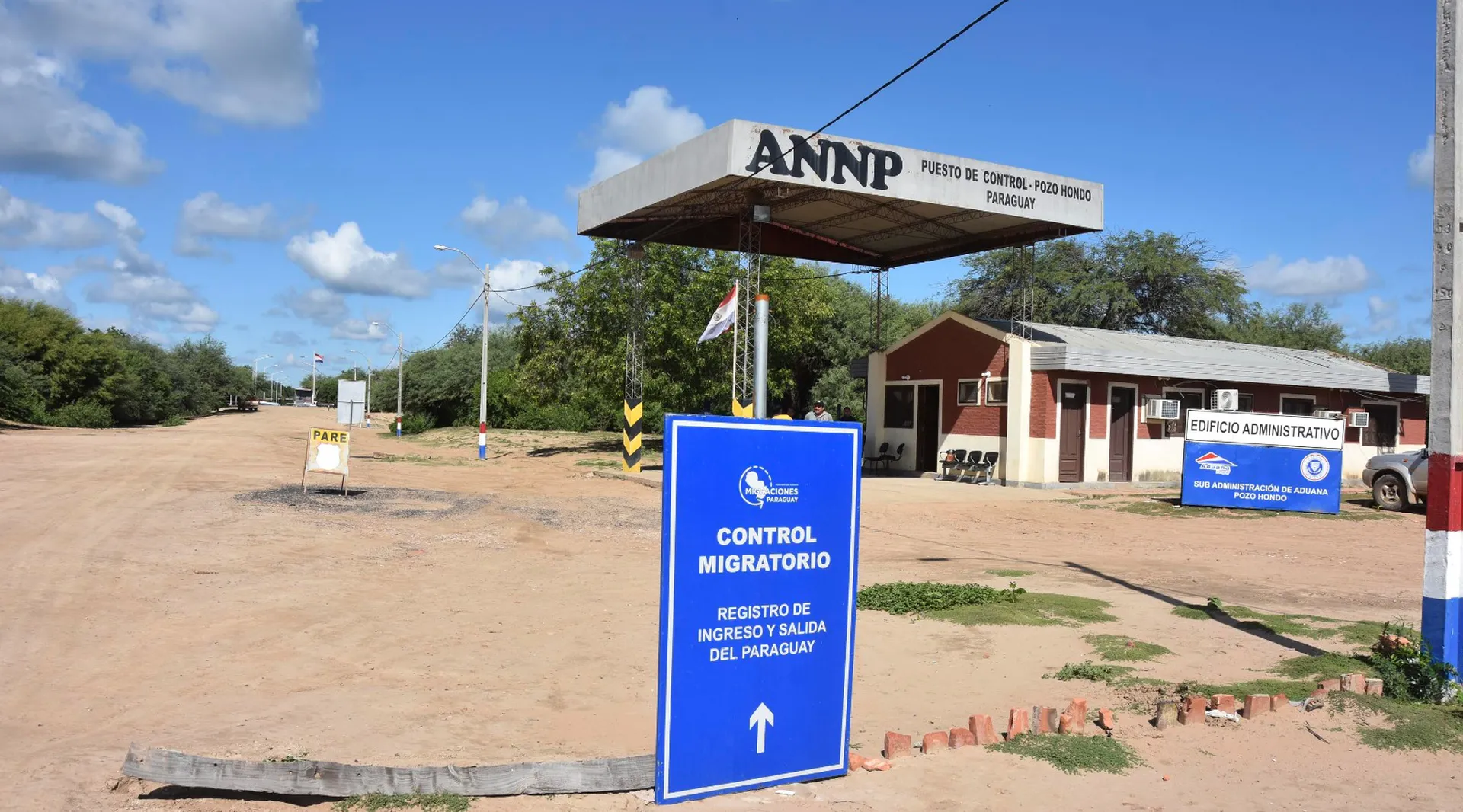
Alfândega em Pozo Hondo

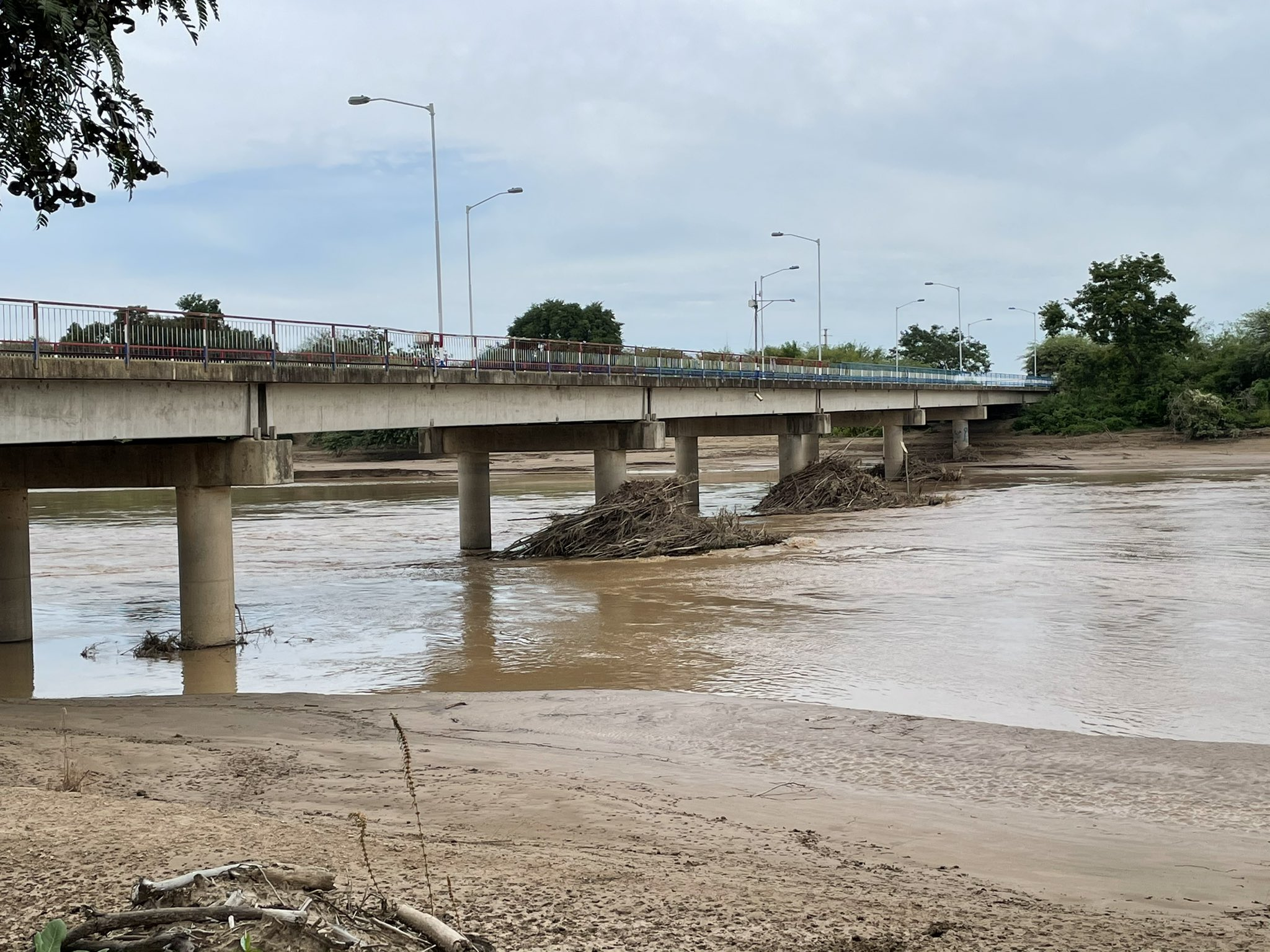
Ponte Internacional Misión La Paz - Pozo Hondo.